# Irene E. Beckmann
Irene E. Beckmann (* 3. September 1942 in Graz) ist eine österreichische Bildhauerin und Malerin.

## Leben und Wirken
Irene E. Beckmann wurde am 3. September 1942 in Graz geboren. Sie wuchs vorwiegend in Wien, wo sie unter anderem das humanistische Gymnasium Wien Amerling (heute: Bundesgymnasium und wirtschaftskundliches Realgymnasium Wien 6) besuchte, auf. Bereits während ihrer Gymnasialzeit besuchte sie Förderungskurse für Zeichnen und Malen. 1961 zog sie nach St. Pölten, wo sie seitdem wohnhaft ist. Dort beschäftigte sie sich ab 1965 mit Restaurierungsarbeiten (hauptsächlich) von alten Bauernmöbeln, sowie Hinterglasmalerei und dem Malen von Aquarellen. 1968 begann sie sich intensiv mit Terrakotta-Plastiken zu beschäftigen und kreierte fortan hauptsächlich Plastiken von Pferden. Neben unzähligen Kleinplastiken schuf sie auch zahlreiche Großplastiken, die mitunter im öffentlichen Raum ausgestellt wurden. In den Jahren 1972 bis 1975 machte sie ihr Diplom für den medizinisch-technischen Fachdienst, das sie mit Auszeichnung abschloss. 1980 wurde sie in die Berufsvereinigung der bildenden Künstler Österreichs aufgenommen.
Im Jahre 1984 begann die verheiratete Beckmann, Mutter von vier Kindern, Studien der Kunstgeschichte und Philosophie an der Universität Wien. Im Jahr 1987 begann sie mit Bronzearbeiten und einer Sportlerserie und 1988 mit Emaillearbeiten. Beckmann wurde mitunter durch die Secessionsmitglieder Franz Fischer und Oskar Bottoli gefördert. Seit einigen Jahren bzw. Jahrzehnten hat Beckmann ihre Werkstätte im denkmalgeschützten Turm in der Prinzlgasse 3 in Melk. Der Turm, der Teil der Stadtbefestigung mit seiner Stadtmauer ist und auch als Römerturm bzw. Brauhausturm bekannt ist, dient, neben diversen anderen Räumlichkeiten wie der Werkstätte & Galerie „Marein“ in Kranach 43 in Eichberg-Trautenburg (seit 2015 Leutschach an der Weinstraße) in der Steiermark, zudem als Raum für von Beckmann abgehaltene Schulungen und Kurse.
In St. Pölten ist heute unter anderem eine im Jahre 2008 geschaffene lebensgroße Pferdeplastik an der Ecke Heßstraße/Rossmarkt aufgestellt. Bei Bauarbeiten in den Jahren 2017/18 wurde die Skulptur kurzzeitig verlegt, um danach wieder an ihrem angestammten Platz aufgestellt zu werden. Am 3. Oktober 2018 wurde auf Initiative des Leiner Zentralbetriebsrats am Rudolf Leiner-Platz in St. Pölten eine von Irene Beckmann gestaltete Büste Rudolf Leiners enthüllt.

## Ausstellungen, Wettbewerbe und Studienreisen (Auswahl)
- 1982: Gschwendhof, Maria Anzbach
- 1983: Galerie „la Capellc“, Luxemburg
- 1984: Galerie Cretü, Steyr
- 1984: Frau in der Kunst, Galerie Schönau
- 1985: Luxemburg
- 1985: Spectrum 85, Paris
- 1985: Schloß Almegg (mit Prof. Diem und Prof. Zeller-Zellenberg)
- 1985: NÖ Dokumentationszentrum Gmünd – Wr. Neustadt – St. Pölten
- 1985: Untergrub
- 1986: Château Musée de Vallauris, Golfe-Juan, Frankreich
- seit 1986: in der Galerie „PRISMA“, Wien V. Franziskanerplatz, mit Bronze vertreten
- 1987: Club Alpha, Wien I, Stubenbastei
- 1987: Altaussee
- 1987: Segnung des Kreuzweges Hausmannstätten
- 1987: WIFI Glanzlichter BM. f. B. K.
- 1988: Pinkafelder Faltungen, Entfaltungen
- 1989: NÖ Dokumentationszentrum
- 1990: Fernsehen in Hohenegg
- 1990: Galerie Zwach, Attersee
- 1990: Wr. Neustadt
- 1990: Wettbewerb Volksschule Radlberg
- 1990: Galerie Eschenlaube, Graz
- 1991: Studienreise Salzburg, Italien, Frankreich und Griechenland
- 1991: Wettbewerb Kindergarten „Am Mühlweg“
- 1991: Präsentation des Katalogs und Ausstellung in Galerie Hohenegg mit Arbeiten 1991
- 1992: Galerie Hohenegg mit Arbeiten 1992
- 1993: Schloß Greillenstein
- 1993: BH St. Pölten mit Prof. Seitz
- 1993: Galerie Hohenegg, Katalogpräsentation
- 1994: Clichy
- 1994: Paris
- 1994: Warschau
- 1994: Sonderschule Wien 23
- 1994: Istanbul, Ankara u. a. mit 17.000 Besuchern
- 1995: Palais Pallfy, Wien
- 1996: AKH Wien
- 1996: Graz
- 1996: NÖ Dokumentationszentrum, St. Pölten
- 1999: Dom, St. Pölten
- 2001: Eisgarn, Propstei, dreiteiliges Glasfenster
- 2001: St. Pölten, lebensgroße Pferdeskulptur in Bronze
- 2002: Stadtmuseum, St. Pölten
- 2002: Pardubice do Slatiňany
- 2003: Steirische Landesausstellung
- 2006: 40 Jahre Irene E. Beckmann
- 2006: Ausstellung in Schloss Almegg
- 2009: Ausstellung im privaten Rahmen im „Römerturm“ in Melk und in Marein
- 2010: Ausstellung im „Römerturm“ in Melk